# Festa di Maria SS. Mamma Nostra
La festa di Maria SS Mamma Nostra è una festa cattolica che si celebra a Bivongi, in provincia di Reggio Calabria, dove la Madonna è venerata col titolo di Mamma Nostra.  La festività s'inserisce nel panorama religioso e folkloristico dell'Italia meridionale, e più in particolare in quello calabrese.  Si celebra due volte l'anno, tradizionalmente la seconda domenica di settembre e il 5 febbraio.  Si articola in vari momenti inseriti in un ricco programma religioso e civile che comprende:  processioni, esibizioni musicali di vario genere, fuochi artificiali. Può essere considerata la solennità più importante per il paese di Bivongi, molto sentita dagli abitanti del luogo e dei paesi limitrofi.  Ogni anno, soprattutto nell'edizione estiva, la festa richiama a Bivongi centinaia di emigrati provenienti da tutta Italia e da Paesi esteri, che ritornano per fede, tradizione e/o senso di appartenenza al luogo d'origine.

## Programma
Le due edizioni della festa, quella estiva e quella invernale, presentano alcuni aspetti comuni ma anche delle differenze.  Per quanto riguarda le celebrazioni la festa di settembre è più articolata e complessa rispetto a quella di febbraio, che mantiene un profilo più semplice. In entrambi i casi i giorni della festa sono preceduti da un periodo di preparazione in cui la messa giornaliera pomeridiana è accompagnata dalla pratica della Novena.  Questa è annunciata all'alba del suo primo giorno con lo sparo di mortaretti nella Vallata dello Stilaro. È costituita da una serie di preghiere e canti che ricordano le vicissitudini legate alla storia e alla leggenda del culto di Mamma Nostra a Bivongi. Per tutto il periodo della festa il quadro raffigurante l'immagine di Mamma Nostra viene esposto su un baldacchino dietro l'altare maggiore della chiesa.
Nei giorni della festa il paese di Bivongi viene decorato con archi luminosi per le sue vie principali.

### Festa di settembre
L'edizione estiva della festa è celebrata nei tre giorni di fine settimana culminanti nella seconda domenica di settembre.  La Novena comincia nove giorni prima del sabato della festa.

#### I giorno:  venerdì della festa
In mattinata un complesso bandistico (che può variare di anno in anno) sfila per le vie del paese eseguendo un repertorio di marce sinfoniche.  Successivamente la banda si esibisce su un palco nella piazza principale del paese (piazza del Popolo) in un concerto lirico-sinfonico.

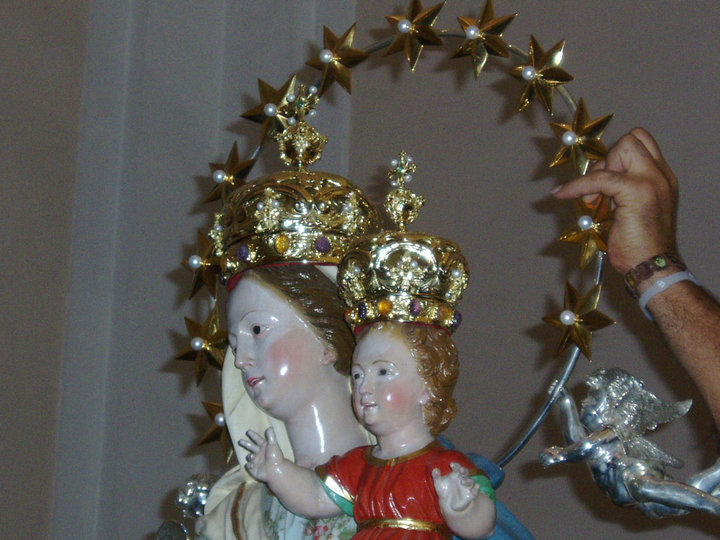
Esposizione di Mamma Nostra (particolare).

Nel pomeriggio avviene l'esposizione della statua di Mamma Nostra.  Questa è incoronata di uno stellario e poi portata in una breve processione attraverso le navate della chiesa:  dalla posizione in cui è collocata tutto l'anno a un baldacchino nella navata centrale allestito dal paratore per l'intronizzazione.  Il momento dell'esposizione è accompagnato da vari canti popolari, dall'esecuzione della marcia del Mosè da parte della banda, dal suono delle campane a festa e dallo sparo di mortaretti nel cortile esterno alla chiesa.
Le celebrazioni religiose proseguono con la novena e la messa, e quelle civili con un secondo concerto sinfonico in piazza. In serata avviene l'esecuzione di un terzo concerto sinfonico che conclude il primo giorno di festa.

#### II giorno:  sabato della festa
Tradizionalmente la mattinata del sabato della festa è dedicata ai bambini.  Solitamente si celebra una messa per i fanciulli che precede l'omaggio floreale dei bambini alla Madonna.  Ogni bambino porta un mazzo di fiori da lanciare al segnale del sacerdote verso la statua della Madonnina sita su un obelisco poco distante dalla chiesa.
Anche durante la mattinata del secondo giorno la banda sfila per le vie del paese per poi esibirsi in un concerto lirico-sinfonico in piazza.  Un secondo e un terzo concerto sono tenuti nel pomeriggio e alla sera.  Inoltre, una seconda messa è generalmente celebrata nel pomeriggio.
Il secondo giorno si conclude con uno spettacolo pirotecnico a cavallo tra il sabato e la domenica (intorno alla mezzanotte).

#### III giorno:  domenica della festa
Il giorno principale della festa di Maria SS Mamma Nostra è la domenica in cui culminano i festeggiamenti.

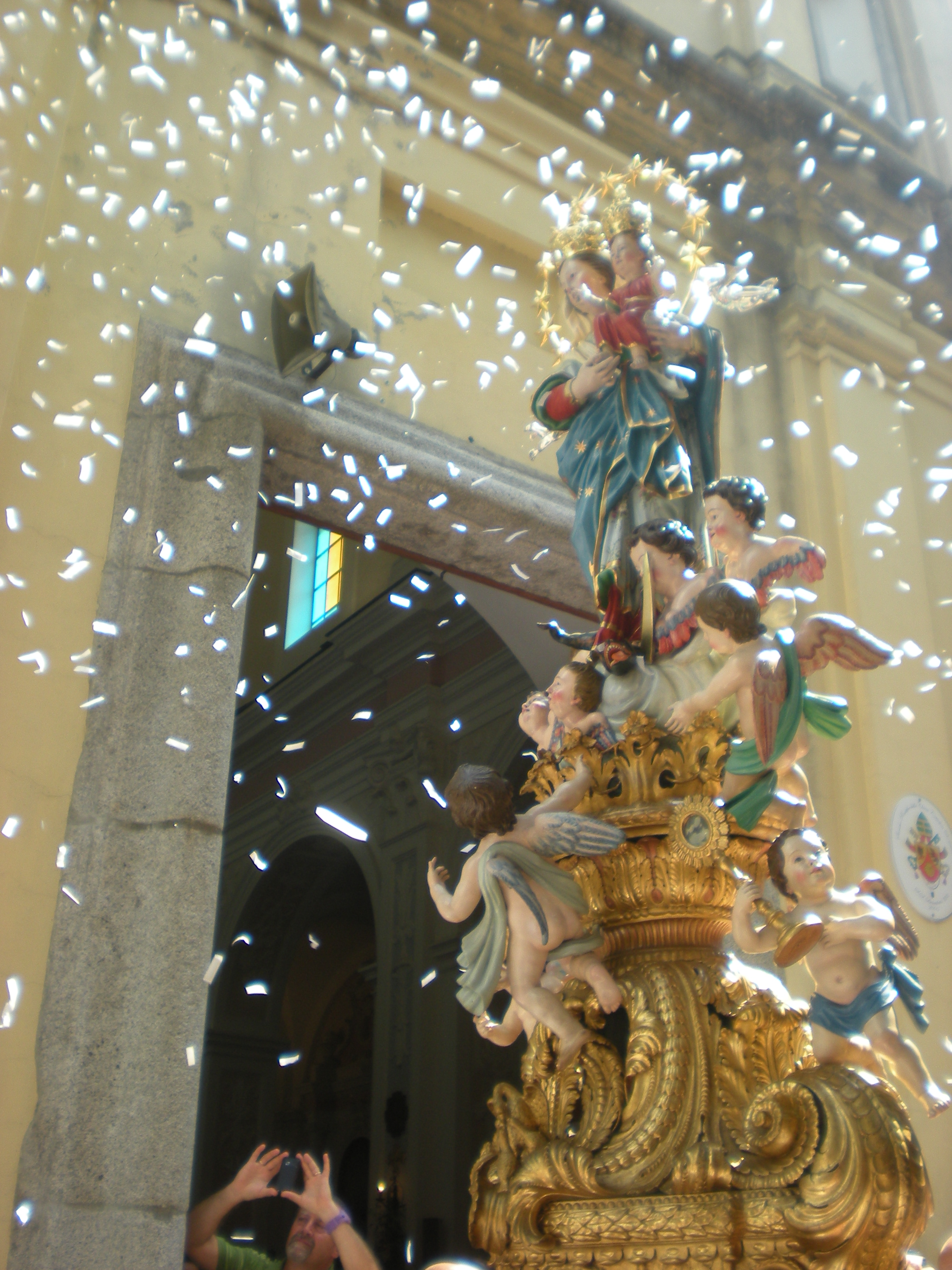
Uscita della Madonna dalla chiesa di Mamma Nostra nel giorno della festa (particolare della processione)

Al mattino si celebra la messa solenne, a cui partecipano anche le autorità civili locali (sindaco o vicesindaco).  Al termine della messa comincia la processione della statua di Mamma Nostra che viene portata a spalla dal gruppo dei portatori di Maria SS Mamma Nostra.  Il momento più significativo della mattinata è l'uscita della statua dal portale principale della chiesa accolta dagli applausi dei fedeli.  La banda intona la marcia del Mosè (dall'opera “Mosè in Egitto” di Gioachino Rossini), le campane suonano a festa e si sparano alcuni colpi di mortaretto.  La processione si avvia per la parte bassa del paese organizzata in un ordine prestabilito.  Due file di fedeli precedono la statua, questa è seguita dalla banda e infine dal resto della comunità.  I canti popolari e la recita del Rosario si alternano alle marce sinfoniche che accompagnano la processione.  Arrivati a uno spiazzo sul versante destro del torrente Melodari, la statua viene deposta temporaneamente. Qui si cantano le litanie lauretane, alternando il canto vocale all'accompagnamento musicale della banda. Al termine delle litanie vi è uno spettacolo pirotecnico diurno.  La processione della mattina si conclude in chiesa per poi essere ripresa nel tardo pomeriggio
Nel pomeriggio, dopo una seconda messa, prosegue la processione che si dispiega per le vie del centro storico di Bivongi.  Essa si conclude, di nuovo in chiesa dopo il tramonto.

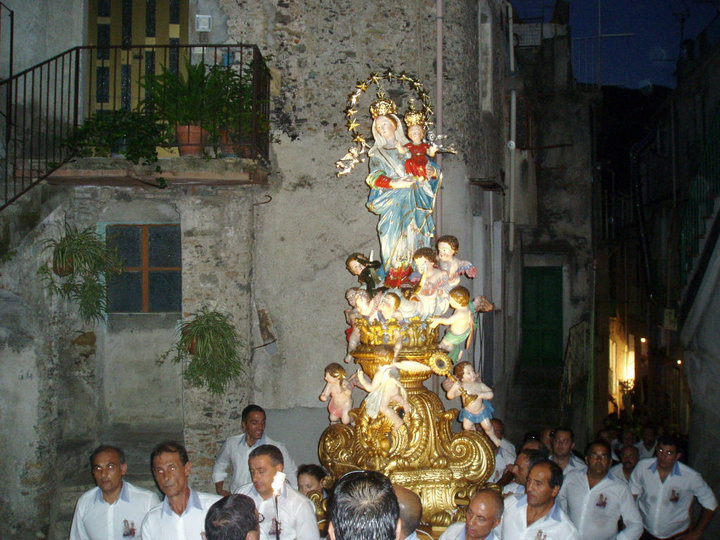
L'immagine raffigura un momento della processione dell'effigie di Mamma Nostra per il centro storico di Bivongi.

La domenica è quasi interamente occupata dai festeggiamenti religiosi.  Il programma civile della festa riprende in serata con un concerto di musica leggera.

#### Lunedì della festa e conclusione
Il lunedì della festa è caratterizzato dalla tradizionale fiera che popola il paese fino al primo pomeriggio.  Questo giorno segna la fine delle festività estive di Bivongi.
Il periodo della festa si conclude con la deposizione della statua e del quadro ai loro posti originali, il sabato o la domenica della settimana successiva.

### Festa di febbraio
La festa di febbraio è celebrata per ricordare il terremoto della Calabria del 1783. Il 5 febbraio è l'anniversario della prima scossa. Secondo la leggenda, Mamma Nostra avrebbe salvato il popolo di Bivongi non permettendo vittime tra i Bivongesi. In memoria di questo è stata istituita l'edizione invernale della festa.  Le celebrazioni hanno un tenore minore sia per quanto riguarda l'aspetto liturgico che per quello dei festeggiamenti civili.
La novena comincia ogni anno il 26 gennaio. Il 4 febbraio avviene l'esposizione della statua e il giorno seguente la messa solenne e la processione per le vie del paese.  La processione segue lo stesso percorso di quella di settembre (inclusi gli spari diurni), ma è eseguita interamente in mattinata. Per quanto riguarda i festeggiamenti civili, questi si limitano all'esecuzione di marce sinfoniche nei giorni del 4 e 5 febbraio da parte di un complesso bandistico. Il pomeriggio del 5 esso si esibisce nella piazza principale del paese.  Anche a questa edizione della festa è presente la fiera che si limita al giorno del 5 febbraio.

## Le effigi di Mamma Nostra
Il culto di Mamma Nostra nel paese di Bivongi è legato a due immagini della Madonna che è fregiata di tale titolo: un quadro e una statua.  Entrambi risalgono con ogni probabilità al XVIII secolo. Il quadro è conservato nella cappella di Mamma Nostra sita nel Santuario di Mamma Nostra a Bivongi. Nei giorni della festa, per tutto il periodo della Novena è esposto su un baldacchino allestito in alto alle spalle dell'altare maggiore. La statua di Mamma Nostra è conservata al termine della navata sinistra della chiesa (poco distante dalla cappella) in una struttura adibita.  Essa viene esposta nei giorni della festa e portata in processione per le vie del paese.

### Il quadro di Mamma Nostra

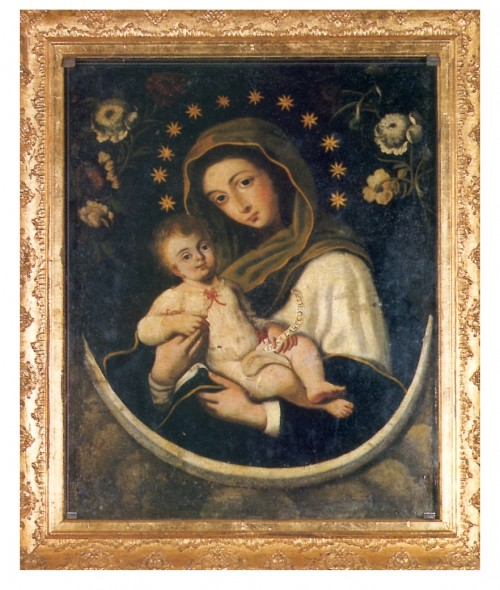
Il quadro di Mamma Nostra di Bivongi

Il quadro fu la prima raffigurazione ad arrivare a Bivongi intorno al 1710.  Non se ne conosce l'autore ma un manoscritto del ‘700 attribuisce l'opera a Mariangiola de Matteis pittrice napoletana, figlia del celebre pittore Paolo de Matteis.
(Dal libretto di Raspa Giuseppe:  “Il Paese di Mamma Nostra”, 1954)
Il dipinto può essere inserito nella tradizione pittorica occidentale dell'immacolata concezione, come si deduce dalla scritta che il Bambino Gesù tiene in mano.  In esso si possono altresì riconoscere elementi della tradizione bizantina, per esempio il fatto che la Vergine è dipinta a mezzo-busto.  Questo espediente permette di mettere in risalto il volto di Maria. Particolare espressività viene data agli occhi, il cui sguardo non si rivolge al figlio che tiene in braccio ma è indirizzato verso l'osservatore e si proietta oltre. Anche il Bambino fissa lo sguardo verso l'osservatore. Il dipinto è impregnato di simbologia allegorica, nei colori e nei temi. Il blu (scuro) del manto della Vergine indica la protezione della Madonna per coloro che si affidano a lei. Il bianco è simbolo di purezza. Il capo di Maria è coronato da dodici stelle che simboleggiano le dodici tribù d'Israele o le dodici costellazioni dello zodiaco: a indicare la protezione della Madonna per tutto il popolo di Dio e durante tutto l'anno.  Le rose, dipinte agli angoli del quadro, rappresentano la perfezione (inoltre Maria siede nella parte più alta della rosa dei beati nella Divina Commedia di Dante ed è invocata come Rosa Mistica nella tradizione popolare). La mezzaluna da cui s'innalza l'immagine ha un doppio significato. In primo luogo rimanda all'idea che la Madonna come la Luna non risplende di luce propria ma riflette la luce di Dio. In secondo luogo Maria sulla Luna con le dodici stelle a incoronarle il capo è un'immagine prestata dal libro dell'Apocalisse.
Da evidenziare, infine, è il gesto della mano libera (quella destra) della Vergine, un elemento figurativo non molto noto. Nell'ottica cristiana questo gesto è stato assegnato ai testimoni del Figlio di Dio;  in questo caso la Madre è colei che indica la via (Cristo) ai suoi fedeli.

### La statua di Mamma Nostra

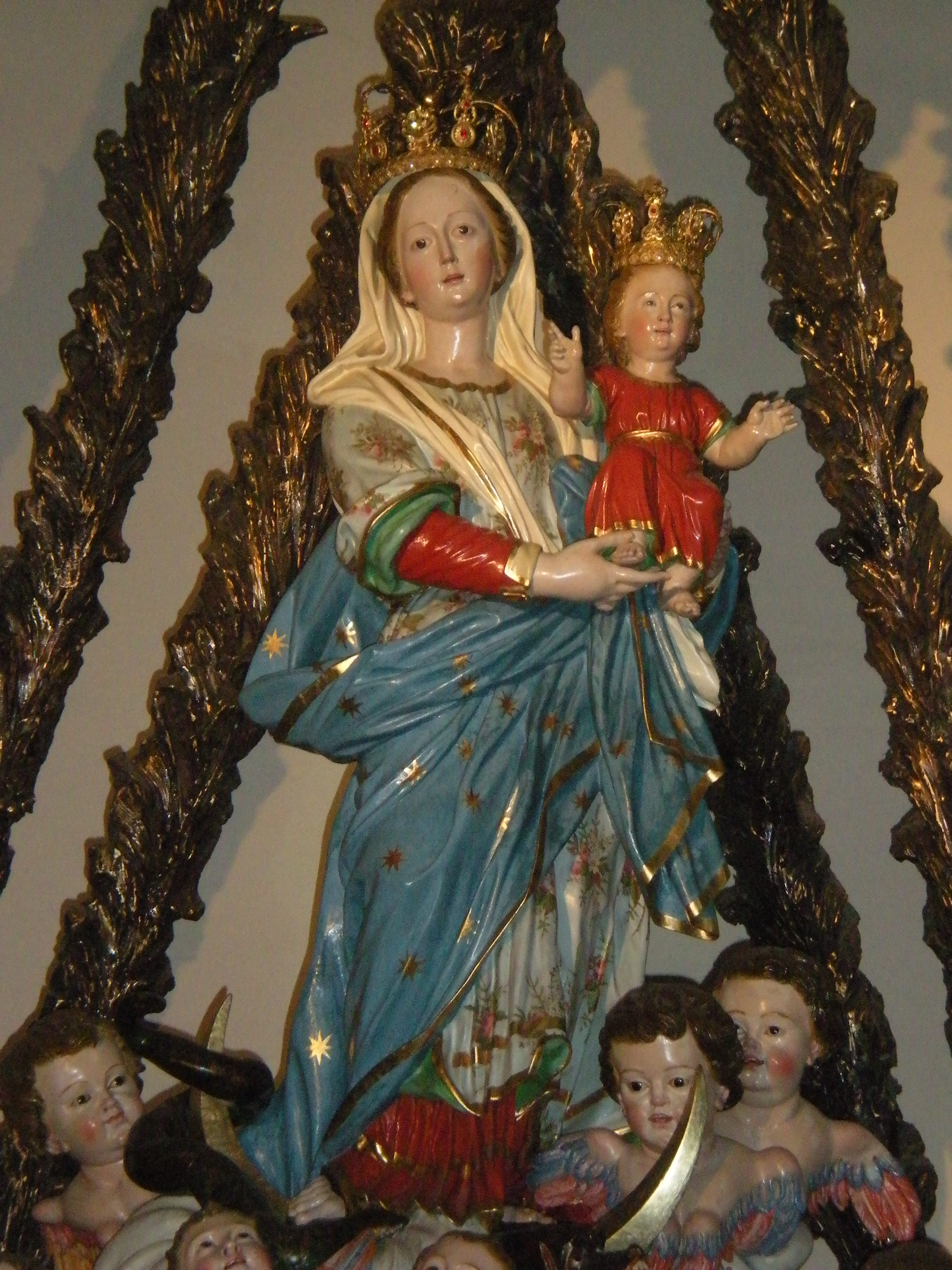
La statua di Mamma Nostra di Bivongi (particolare)

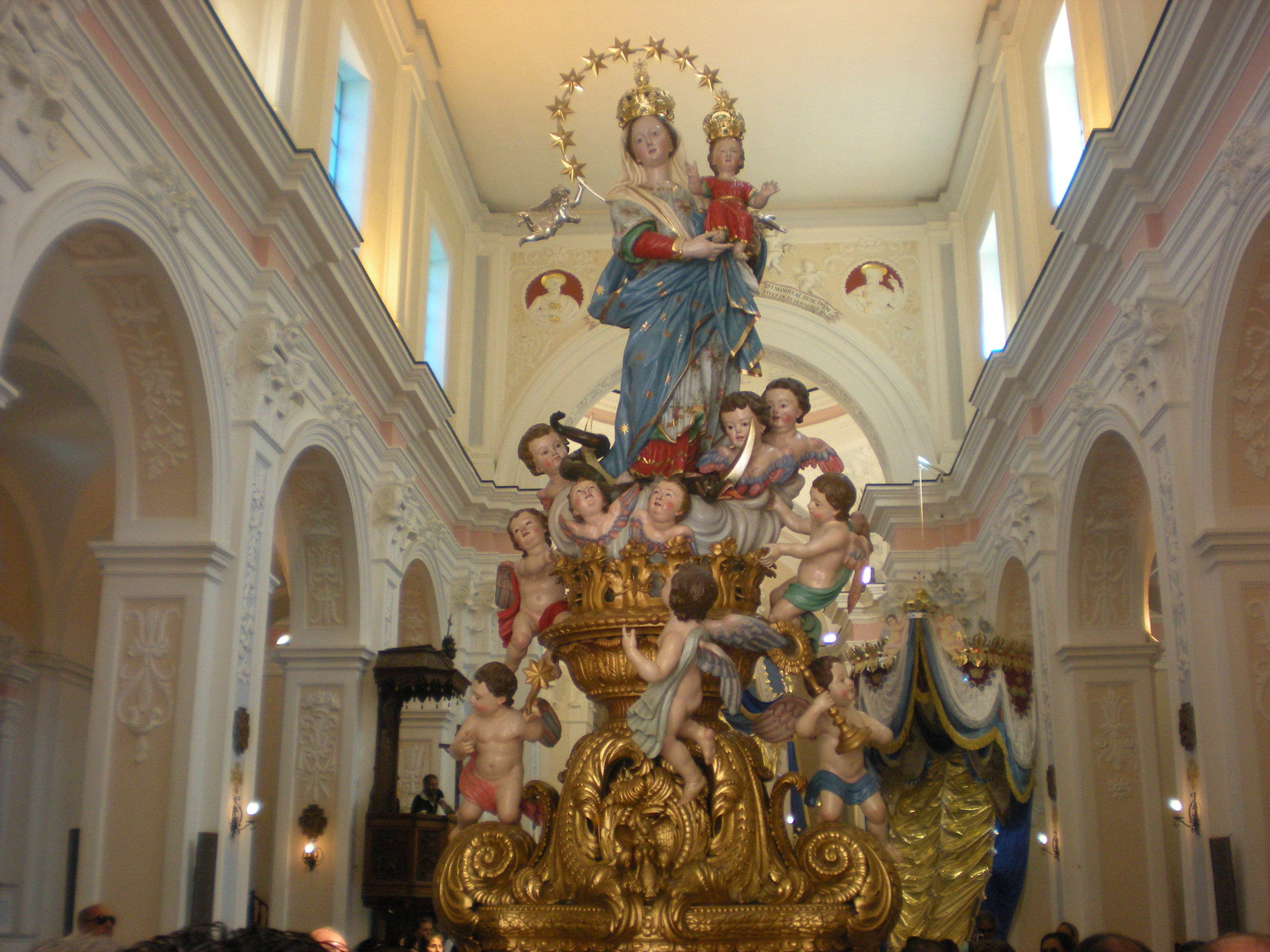
La statua di Mamma Nostra di Bivongi

La statua di Mamma Nostra, così come appare oggi, è una scultura lignea composta da due parti. L'immagine della Madonna col Bambino fu commissionata dai Bivongesi tra il 1720 e il 1730 a Napoli. La base della statua fu realizzata invece intorno al 1860 dallo scultore di Serra San Bruno Michele Barillari.
L'effigie della Madonna ripercorre strettamente la simbologia del quadro di Mamma Nostra. La Vergine è abbigliata di un abito rosso con fregi dorati. La ricopre una veste di un azzurro tenue ornato da motivi floreali. In più è avvolta da un manto blu costellato da piccoli soli. Il capo è ricoperto da un velo bianco che lascia intravedere un po' della capigliatura. I piedi scalzi di Maria posano su una nuvola grigio-azzurra e schiacciano un serpente dalla testa di lupo (simbolo di Satana).  Il motivo della mezzaluna è anch'esso presente ai piedi dell'immagine. Col braccio sinistro Maria sorregge il Bambino Gesù, mentre la mano destra sembra imitare il gesto presente nel quadro. La Madonna è sorretta da una base in legno colorata d'oro. Tra la base e i piedi della statua sono raffigurati dieci angeli-bambini (cinque dei quali a mezzo-busto).  La statua si completa da due corone che cingono il capo della Vergine e del Bambino. E da uno stellario di dodici stelle sorretto da due piccoli angeli ai lati.

## La Novena
La Novena di Mamma Nostra è una preghiera in nove colloqui che si recita a Bivongi tutte le sere per i nove giorni che precedono la festa di Maria SS. Mamma Nostra.  Essa precede la messa, durante la quale solitamente un "padre predicatore" è invitato dalla comunità per guidare la riflessione evangelica.  La Novena racchiude nei suoi nove colloqui la storia e le vicissitudini che secondo la tradizione hanno legato il popolo di Bivongi al culto di Mamma Nostra.  Dopo la lettura di ciascun colloquio si recita la preghiera dell'Ave Maria.  Questa è seguita da un canto popolare in quattro versi che riassume il contenuto del colloquio.
La Novena a Bivongi caratterizza il periodo di preparazione alla festa sia a settembre che a febbraio.  A settembre la sua data d'inizio varia a seconda del giorno in cui cade la festa:  sempre nove giorni prima del venerdì della festa (incluso).  A febbraio la data d'inizio è fissa al 26 gennaio.  All'alba del suo primo giorno la Novena è annunciata dallo sparo di mortaretti nella Vallata dello Stilaro.  In entrambe le occasioni la Novena è molto partecipata dalla gente del luogo e dei paesi vicini.  Qui di seguito è riportata la versione tradizionale della preghiera.

### Primo colloquio
Eccoci ai tuoi piedi, o Maria potentissima Regina, a tributarti l'omaggio della nostra riconoscenza.  Tu sei la Vergine Madre di Gesù e noi come tale ti riconosciamo, ti crediamo, ti veneriamo.  Ma sei Madre ancora di tutti i redenti e tale il tuo figlio Gesù ti proclamò dalla croce, quando, nella persona di Giovanni, ad ognun di noi disse:  Ecco la Madre tua.  A noi però hai dato continue prove di essere veramente Mamma Nostra, Mamma di noi Bivongesi, che con tutta devozione ti onoriamo in questa sacra immagine e ti invochiamo Mamma Nostra, affinché a noi sempre tenero volga il tuo materno sguardo.
Ave Maria...
Canto
Te invochiamo, O Mamma Nostra,
Di Dio ancora Madre pura!
Deh! Tu spiega maggior cura
Ver noi figli a Te special.

### Secondo colloquio
Noi ricordiamo, sapientissima Maria, il modo mirabile con cui, per mezzo del Padre Giuseppe Cretari, volesti rimanere in mezzo a noi mediante la tua sacra effigie, che egli portava con sé ovunque predicava le missioni;  fu un segno veramente eccelso della tua predilezione per noi, che ti proclameremo sempre Mamma Nostra.  Ah!  Mamma Nostra carissima, eccoti il cuor nostro, in cambio del dono che ci hai fatto della tua speciale protezione.  Madre, non dubitare del nostro amore.  Tu volesti essere Mamma Nostra e noi vogliamo essere sempre figli tuoi, a costo ancor della vita.  Il popolo di Bivongi sarà sempre il tuo popolo prediletto.  Ma tu prega che questa nostra promessa non venga mai meno;  fa che la nostra vita sia modellata sulla tua vita, e noi potremo essere riconosciuti come tui figli prediletti.
Ave Maria...
Canto
La tua imago portentosa
Qui legarne ti piacesti
Lorché Mamma a noi ti desti
Di spontaneo tuo voler.

## Il culto di Mamma Nostra in Argentina
In Argentina sin dai primi anni del 1900 approdarono alcuni bivongesi e poi tanti altri dopo la prima guerra mondiale, negli anni '30 e poi la più forte emigrazione dopo il 1946, radicandosi il 98% delle più di 230 famiglie, nella città di La Plata, capitale della grande provincia di Buenos Aires. Alla fine della seconda guerra mondiale, in ringraziamento e per innalzare una preghiera per tutti coloro che avevano lasciato la vita per la patria, realizzarono una santa messa, la seconda domenica di settembre, esponendo un quadro della Madonna Mamma Nostra portato da un emigrante.
Da lì nacque l'idea di riunirsi per formare un'associazione religiosa per i festeggiamenti della loro Madonna, e nel 1947 realizzarono la prima processione con il quadro e dopo una riunione formarono una commissione e donando denaro per realizzare una statua simile a quella che avevano lasciato nel paese.
Con una piccola immagine, un grande artista ha realizzato una vera opera d'arte, che nel settembre del 1948 è stata portata in giro per le strade vicine alla chiesa, rione popolato da tantissimi bivongesi.
È stata la prima festa religiosa italiana della città, che subito ha attirato anche migliaia d'altri italiani, che vedevano in essa la festa del loro paese natio.
Ad essa, oltre agli atti liturgici, s'aggiungeva ciò che si realizzava anche in paese: il gioco della cuccagna, il ballo dell'asino, musica tipica calabrese, fuochi d'artificio ed altro.
Era una festa che attirava più di 5 000 persone, con una processione che riempiva per centinaia di metri le ampie strade; tuttora è la festa più grande italiana ed anche di alcune locali, essendo da tanti anni dichiarata d'interesse municipale e provinciale.
Dopo la nascita del centro culturale "Bivongesi", la stessa è organizzata dalla sua commissione.

## Curiosità
- Nel passato per decidere chi avrebbe dovuto portare la statua si svolgeva l'incanto (u ncantu):  una gara d'asta tra vari gruppi di portatori che raccoglievano fondi per la festa.  La pratica è stata ormai superata[8].